# 佐賀信用金庫
佐賀信用金庫（さがしんようきんこ）は、佐賀県佐賀市に本店を置く信用金庫である。

## 沿革
- 1949年（昭和24年）10月 - 市街地信用組合法に基づき佐賀信用組合として設立。
- 1950年（昭和25年）8月 - 中小企業等協同組合法に基づいて改組。
- 1953年（昭和28年）3月 - 信用金庫法に基づき佐賀信用金庫となる。
- 2022年（令和4年）2月21日 - この日から磁気の影響を受けにくい新しい通帳（Hi-Co通帳）を取扱開始した(Hi-Co通帳に対応していない信用金庫ATMではHi-Co通帳は使えない。)[3]。

## 営業地区
- 佐賀県 - 全自治体
- 福岡県 - 大川市
  - 支店は、佐賀市・神埼市･鳥栖市にしか存在しない。

## 不祥事
- 2008年（平成20年）3月31日から2010年（平成22年）4月15日まで天祐支店支店長を務めた人物が、顧客から延べ768万円を着服し、私的流用をしていた。着服された金は、全額弁済され2010年（平成22年）6月3日に懲戒解雇されている[4]。

## 参照
1. ↑  佐賀信金について 金庫概要（公式ページ）2020年5月18日閲覧
2. ↑  佐賀信金について ごあいさつ（公式ページ）2020年5月18日閲覧
3. ↑  “Hi-Co（ハイコ）通帳の取扱い開始について”.   佐賀信用金庫. 2024年10月17日閲覧。
4. ↑  佐賀信用金庫2010/06/04 不祥事件の発生について[リンク切れ]